# 不愛江山愛美人
《不愛江山愛美人》（英語：The Woman He Loved）是1988年英国HTV播放的電視電影，是一部描述爱德华八世感情生活的爱情片，在ITV频道播映。这部電視電影由查尔斯·贾罗特执导，安东尼·安德鲁斯、简·西摩和奥丽维亚·德哈维兰等人主演。
简·西摩凭着这部電視電影，在第46届金球奖获得提名金球奖最佳女主角-迷你剧或电视电影，以及朱莉·哈里斯获得提名黄金时段艾美奖迷你剧或电影杰出女配角。 服装设计罗宾·弗雷泽-佩耶同样获得提名黄金时段艾美奖最佳迷你剧或特别剧服装设计奖。
剧情大部分在蒙茅斯郡Shirenewton Hall拍摄，也是奥丽维亚·德哈维兰演绎生涯的最后一个参演角色。

## 主演
- 安东尼·安德鲁斯（英语：Anthony Andrews）饰爱德华八世
- 简·西摩饰华里丝·辛普森
- 奥丽维亚·德哈维兰饰保母贝西·梅里曼
- 露西·古特里奇（英语：Lucy Gutteridge）饰弗内斯子爵夫人塞尔玛·弗内斯（英语：Thelma Furness, Viscountess Furness）
- 湯姆·威爾金森饰欧内斯特·辛普森（英语：Ernest Simpson）
- 朱莉·哈里斯饰爱丽丝·沃菲尔德（辛普森夫人的母亲）
- 羅拔·哈迪饰温斯顿·丘吉尔
- 菲利斯·卡尔弗特（英语：Phyllis Calvert）饰玛丽王后
- 伊芙琳·莱（英语：Evelyn Laye）饰莫德·卡纳德（英语：莫德·卡纳德）
- 大卫·沃勒（英语：David Waller）饰斯坦利·鲍德温
- 鲁伯特·弗雷泽饰第六代布朗洛男爵佩里格里尼·库斯特（英语：Peregrine Francis Adelbert Cust, 6th Baron Brownlow）（愛德華八世的侍從官）
- 夏洛特·米切尔（英语：Charlotte Mitchell）饰查特菲尔德夫人
- 玛格丽塔·斯科特（英语：Margaretta Scott）饰威格拉姆夫人
- 理查德·威尔逊（英语：Richard Wilson (Scottish actor)）饰第一代伯基特男爵諾曼·伯基特